# Ixtlahuaca, San Martín de las Pirámides
Ixtlahuaca är en ort i Mexiko, tillhörande kommunen San Martín de las Pirámides i delstaten Mexiko. Ixtlahuaca ligger i den centrala delen av landet och tillhör Mexico Citys storstadsområde. Orten hade 789 invånare vid folkmätningen 2010.